# Die Tochter Jephthas
Die Tochter Jephthas ist eine Erzählung von Gertrud von le Fort, die 1964 im Insel-Verlag in Frankfurt am Main erschien.
Die Handlung spielt gegen Ende des 15. Jahrhunderts in Spanien: Der Arzt Rabbiner Charon ben Israel will das Leben seiner einzigen geliebten Tochter Michal bewahren, muss es aber hergeben.

## Inhalt
Nach einem „furchtbaren Austreibungsgesetz“, durchgesetzt vom „jungen leidenschaftlichen Erzbischof von Santa Rosita“, müssen alle israelitischen Einwohner die katholische Stadt verlassen. Die Stadtväter halten den Rabbiner gegen den Willen des fanatischen Erzbischofs zurück, denn die Pest naht. Der berühmte Arzt wird dringend gebraucht. Der Rabbiner will nicht als einziger Jude in der Stadt bleiben. Er wird von Rachegefühlen heimgesucht, wenn er an die Verfolgungen, Zwangstaufen und anderen Demütigungen seiner Glaubensgenossen denkt. Charon ben Israel dankt Gott, weil der Herr die Strafe für die oben genannte Austreibung auf dem Fuße folgen lässt. Gott wird die Katholiken mit der Pest geißeln. Zum Dank will der Rabbiner seinem Gott jedes Opfer bringen. Der Herr soll es selbst bestimmen.
Michal, die blinde Tochter des Rabbiners, möchte aber in der Stadt bleiben, denn sie wurde ob ihres Liebreizes von dem jungen Künstler Pedro della Barca auf den Mund und auf die Augen geküsst. In einem Auftragswerk stellt Pedro das Antlitz Michals als Synagoga ohne Binde über den Augen dar. Der Erzbischof besteht auf der Binde. Pedro ändert sein Marienbildnis nicht.
Der Rabbiner, der einerseits Michal immer vor den Gefahren der Welt behüten und beschützen will, doch andererseits Enkel ersehnt, ist entsetzt. Seine Tochter liebt einen Christen. Undenkbar!
Ihre Blindheit wird Michal zum Verhängnis. Die Pest betritt in Gestalt der Pestjungfrau die Stadt und umarmt Michal. Alle anderen waren geflohen. Die Blinde konnte ja das Bild der Seuche, wie es die knöcherne Arme ausbreitete, nicht sehen und war als Einzige stehengeblieben.
Der Rabbiner erkennt am Lager seines sterbenden Kindes, Gott hat das Angebot angenommen. Das Opfer ist Michal. Das Mädchen stirbt an der Pest. In einem Gleichnis sieht sich Charon ben Israel als Jephtha.
Der Erzbischof besinnt sich. Aufgerüttelt durch einen weisen Spruch des Rabbiners, will er fortan seine Feinde lieben. Gemeinsam pflegen der Erzbischof und der Rabbiner Kranke in der Stadt, darunter den Künstler Pedro.

## Form
Gertrud von le Fort findet einprägsame Bilder. Zum Beispiel wird die Liebe auf Erden als Bild und Anruf der himmlischen Liebe gesehen.